# 克烏拉特國家公園

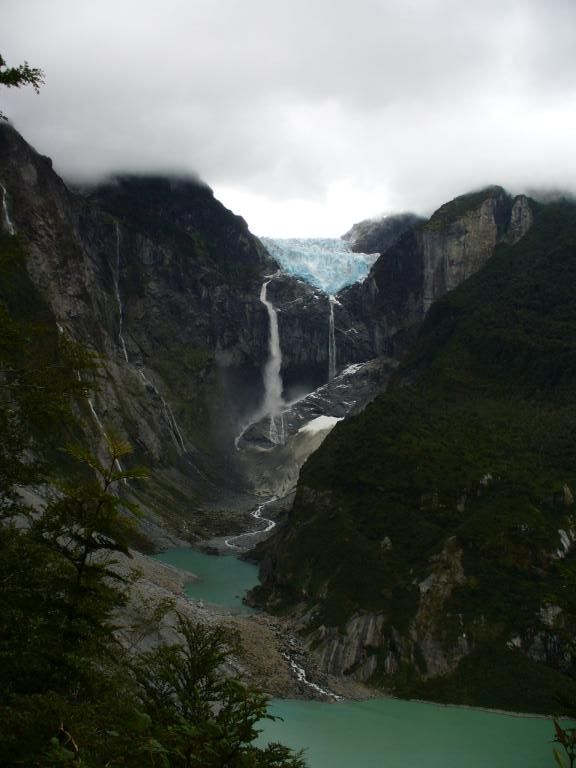

克烏拉特國家公園是智利的國家公園，位於該國中南部，由伊瓦涅斯將軍艾森大區負責管轄，距離科伊艾克約170公里，成立於1983年，面積1,541平方公里。

## 外部連結
- CONAF: Parque Nacional Queulat